# Шарапов, Данила Олегович
Дани́ла Оле́гович Шара́пов (род. 7 июня 1981 года, Москва) — российский медиаменеджер, продюсер, генеральный директор кинокомпании «Медиаслово». Член Академии российского телевидения с 2015 года. С 3 декабря 2014 по 30 ноября 2015 года — генеральный продюсер телекомпании НТВ.

## Биография
В 20 лет окончил экономический факультет Всероссийского государственного университета кинематографии имени Сергея Герасимова.
В 1997 году, ещё во время учёбы, работал инфореферентом на радиостанции «Эхо Москвы». В 1998 году — редактором на телеканале MTV Россия.
В 1999 году пришёл на работу в программу «Вокруг света» под руководством Дмитрия Захарова и Ивана Дыховичного, где работал директором съёмочной группы и заместителем директора программы.
В 2004 году назначен генеральным директором ЗАО «ВС Продакшн», производителя телевизионных программ и документальных фильмов (тогда часть группы компаний «Вокруг света»).
В 2009 году назначен заместителем директора дирекции общественно-политического вещания ОАО «Первый канал».
С 2010 года — директор дирекции общественно—политического вещания, отвечающей за такие проекты, как «Человек и закон», «Жди меня», «Федеральный судья», «Служу Отчизне!», «Армейский магазин», «Спецрасследование», «Криминальные хроники» и пр. В 2011—2014 годах — также продюсер ряда телепередач и документальных фильмов, произведённых компанией «Медиа Конструктор».
В 2010 году получил Executive MBA в Московской школе управления «Сколково».
С декабря 2014 по ноябрь 2015 года занимал вакантную с 2008 года должность генерального продюсера телекомпании НТВ.
В июле 2016 года избран президентом сообщества выпускников московской школы управления «Сколково».
В настоящий момент — генеральный директор кинокомпании «Медиаслово», основанной совместно с Петром Ануровым в 2016 году.

## Фильмография

### Сериалы
- 2024 — «Первый номер» (онлайн-кинотеатр KION)
- 2024 — «Третье сентября» (Кинопоиск, ТНТ)
- 2024 — «Спойлер» (Кинопоиск)
- 2024 — «Обоюдное согласие 2» (онлайн-кинотеатр KION)
- 2024 — «Беспринципные 4» (Кинопоиск)
- 2024 — «Очевидное невероятное» (ОККО)
- 2024 — «Постучись в мою дверь в Москве» (Premier, Okko, ТНТ)
- 2023 — «Сансара» (ОККО)
- 2023 — «И снова здравствуйте!- 2» (IVI)
- 2023 — «Балканский ветер» (ОККО)
- 2022 — «Беспринципные 3» (КиноПоиск HD)
- 2022 — «Обоюдное согласие» (онлайн-кинотеатр KION)
- 2022 — «The Тёлки» (More.tv)[10]
- 2022 — «Номинация» (ОККО)
- 2022 — «И снова здравствуйте!» (IVI)
- 2021 — «Пропавшая» (КиноПоиск HD)
- 2021 — «Марлен» (НТВ)
- 2020/2021 — «Беспринципные 1-2» (КиноПоиск HD)
- 2020 — «Магомаев» (Первый канал)
- 2020 — «Филатов» (СТС)
- 2020 — «В шаге от Рая» (Россия-1)
- 2019 — «Подкидыш» (Первый канал)
- 2019 — «Мёртвое озеро» (интернет-платформа PREMIER)

### Фильмы
- 2025 — «Алиса в стране чудес»
- 2023 — «Беспринципные в деревне» (КиноПоиск HD)

### Телевизионные проекты
- «Вокруг света» (телеканал Россия)[4]
- «Hell Roads. Russia» (Discovery Networks Europe)[5]
- «Шнур вокруг света» (телеканал НТВ)[4]
- «Гений места с Петром Вайлем» (телеканал Культура)[4]
- «Окопная жизнь» (телеканал НТВ)[11]
- «Шоу Ньюs» (телеканал ТНТ)[5]
- «Wayfarer» (телеканал Russia Today)[4]
- «Culture Fair» (телеканал Russia Today)
- «Городские легенды» (телеканал ТВ-3)[12]
- «Честно» (телеканал РЕН ТВ)
- «Свидетели» (Первый канал)[13]
- «Первый класс с Иваном Охлобыстиным» (Первый канал)[14]
- «Да ладно!» (Первый канал)
- «Остров Крым» (Первый канал)[15]
- «Своими глазами» (Первый канал)[16]
- «История российской кухни» (Первый канал)[17]
- «Всё будет хорошо!» (телеканал НТВ)
- «Лолита» (телеканал НТВ)[18]
- «Утро с Юлией Высоцкой» (телеканал НТВ)

### Документальные фильмы
- 2023 — «Цвет истории» (Premier)
- 2023 — «История России» (Premier)

- 2023 — «Рестораны Москвы»
- 2022 — «Нулевые» (для more.tv и Wink)
- 2021 — «Девяностые» (для more.tv и Wink)
- 2020 — «Изоляция» (для Ivi.ru)[19]
- 2017 — «Ким Филби. Тайная война»[20]
- 2017 — «Сергей Шакуров. Влюбляться надо чаще»[21]
- 2016 — «Иван Охлобыстин. Вся правда»[22]
- 2016 — «Микаэл Таривердиев. Игра с судьбой»[23]
- 2016 — «Цари океанов»[24]
- 2015 — «Беловежская пуща. Первозданный лес»
- 2015 — «Полюс холода. Воины бездорожья»
- 2015 — «Алёна Апина. А любовь она и есть…»
- 2014 — «Александр Градский. Обернитесь!»[25]
- 2014 — «Трасса Колыма: добраться вопреки»
- 2014 — «Валерия. От разлуки до любви»[26]
- 2014 — «Бои без правил»
- 2014 — «Галина Старовойтова. Последние 24 часа»[27]
- 2014 — «Всё перемелется, родная…»[28]
- 2014 — «Звезда по имени Гагарин»[29]
- 2014 — «Жизнь как мираж»[30]
- 2014 — «Тайна пропавшего рейса»[31]
- 2014 — «Золотые моменты Олимпиады»[32]
- 2014 — «Олег Янковский. Я, на свою беду, бессмертен»[33]
- 2014 — «Между землёй и небом. Секреты церемонии открытия»[34]
- 2014 — «Непокорённые»[35]
- 2014 — «Мосфильм. Рождение легенды»[36]
- 2013 — «Владимир Высоцкий. „Я не верю судьбе“»[37]
- 2013 — «Охота на шпильках»[38]
- 2013 — «Остановить Чикатило»[31]
- 2013 — «Мисс Вселенная. Репортаж из-за кулис»[39]
- 2013 — «Жизнь как сенсация»[40]
- 2013 — «Шипы белых роз»
- 2013 — «Большая вода. Противостояние»[41]
- 2013 — «Семь Симеонов. Бомба в контрабасе»[42]
- 2013 — «Владимир Маяковский. Третий лишний»[43]
- 2013 — «Курская битва. И плавилась броня»[44]
- 2013 — «Дина Гарипова. На пути к финалу»
- 2013 — «Дина Гарипова. Наш голос на Евровидении»
- 2013 — «Романовы. Мистика царской династии»[45]
- 2013 — «Самолёт-призрак. Последний полёт»[46]
- 2013 — «Протоколы войны»[31]
- 2013 — «Перевал Дятлова. Отчислены по случаю смерти»[47]
- 2013 — «Олег Янковский и Александр Абдулов. Последняя встреча»[48]
- 2013 — «Челябинский метеорит. Семь дней спустя»[49]
- 2013 — «Город в огне»[50]
- 2012 — «Тайные знаки конца света»[51]
- 2012 — «Мавзолей»[52]
- 2012 — «Генерал армии золушек»[53]
- 2012 — «Всё во имя любви»[54]
- 2012 — «Кармадон 10 лет спустя»[55]
- 2012 — «Две жизни Андрея Кончаловского»[56]
- 2012 — «Олимпиада. Прогнозы и ставки»[57]
- 2012 — «Апокалипсис 2012. Когда настанет судный день»[58]
- 2012 — «Мавроди. Нищий миллиардер»[59]
- 2012 — «Юрий Сенкевич. Вечный странник»[60]
- 2011 — «Высоцкий. „Так оставьте ненужные споры…“»
- 2011 — «Высоцкий. „Где-то в чужой незнакомой ночи…“»
- 2011 — «Высоцкий. Вот и сбывается всё, что пророчится…»
- 2011 — «Высоцкий. Последний год»
- 2011 — «За кулисами „Большой разницы“»
- 2011 — «Управление сном»
- 2011 — «Я — супермен»
- 2011 — «Ядерное цунами»[61]
- 2011 — «Живой Высоцкий»
- 2010 — «Большой куш! Шальные деньги»
- 2010 — «Виктор Цой. Группа крови»[5]
- 2009 — «Мужские удовольствия»
- 2009 — «Близнецы. Одна жизнь на двоих»[62]
- 2009 — «Смелые люди»
- 2008 — «Последние солдаты Тунгуски»
- 2008 — «Энвер Ходжа. В осаждённой крепости»
- 2008 — «Франко. Богоизбранный тиран»
- 2008 — «Русский Клондайк»[63]
- 2007 — «Девочки-самоубийцы»[64]
- 2007 — «Борис Лисаневич. Лучший друг королей»[65]
- 2006 — «Трудно быть богом»

## Семья
- Отец — Олег Матвеевич Борушко (род. 2 октября 1958, Харьков) — поэт, окончил МГИМО и Литературный институт им. Горького, живёт в Великобритании с 1998 года[66][67].
- Мать — телеведущая и журналист Арина Шарапова[68].
- Жена — Алина Шарапова[69].
  - Дети — Никита (сентябрь 2006) и Степан (1 сентября 2009)[70][68].

## Награды
- Артдокфест. Российская национальная премия в области неигрового кино и телевидения «Лавровая ветвь»—2013 за фильм «Протоколы войны» (как продюсер)[71].
- Лауреат Национальной туристской премии имени Юрия Сенкевича—2006 за «Лучший телевизионный сюжет о туризме в России» (как генеральный директор «ВС Продакшн»)[72].
- Х Международный Фестиваль «Золотой Бубен» — Приз жюри «За развитие просветительских традиций телевидения» — 2006 год. Проект «Гений Места с Петром Вайлем»[73].
- Национальная премия «СТРАНА» — 2013 год. Фильм «Протоколы войны»[74]
- Премия Ассоциации Продюсеров Кино и Телевидения «АПКиТ» — 2018 год. Фильм «Ким Филби. Тайная Война» .
- Премия Ассоциации Продюсеров Кино и Телевидения «АПКиТ» — 2021 год. Сериал «Беспринципные» — лучший комедийный сериал.
- Премия Ассоциации Продюсеров Кино и Телевидения «АПКиТ» — 2022 год. Сериал «Номинация» — лучший онлайн мини-сериал.
- Победитель 13-й национальной премии «Большая цифра» в категории «Оригинальные сериалы собственного производства». Документальное кино "Нулевые".
- Победитель 14-й национальной премии «Большая цифра» в категории «Оригинальные сериалы собственного производства». Сериал "Обоюдное согласие".
- Победитель 16-й национальной премии «Большая цифра» в категории «Оригинальные сериалы собственного производства». Сериал "Первый номер".
- Победитель международного фестиваля веб-сериалов «Realist Web-Fest» - 2022 год. Сериал "И снова здравствуйте!" в номинации «Лучший интернет-сериал. Выбор зрителей».
- Победитель премии LEADERS Awards в номинации «Сериал года» - 2021 год. Сериал "Беспринципные".
- Победитель VI Фестиваля дебютов «Движение-2018» в программе «Движение. Навстречу». Сериал "Мертвое озеро".
- Победитель Российской Национальной премии в области креативных индустрий в номинации «Импульс воздействия» - 2024 год. Сериал "Обоюдное согласие".
- Лауреат ХХХ Международного кинофестиваля «Литература и кино» в номинации «Лучший сценарий-адаптация» - 2024 год. Сериал "Очевидное невероятное".
- ТОП-10 самых популярных сериалов по версии Индекс Кинопоиск Pro - 2024 год. Сериал "Постучись в мою дверь в Москве".
- ТОП-3 лучших премьер по версии Индекс Кинопоиск Pro - 2024 год. Сериал "Постучись в мою дверь в Москве".